# José Cárdenas Peña
José Cárdenas Peña (San Diego de la Unión, Guanajuato, 17 de marzo de 1918 - San Diego de la Unión, 10 de septiembre de 1963) fue un poeta y diplomático mexicano, comisionado de la Secretaría de Relaciones Exteriores en algunos países de Sudamérica y Europa.

## Biografía
José Cárdenas Peña nació en San Diego de la Unión, Guanajuato, el 17 de marzo de 1918. Alrededor de los 20 años se trasladó a la Ciudad de México para trabajar y dar a conocer su obra poética, siendo Letras de México una de las primeras revistas en publicar su trabajo. En la capital conoció a otros jóvenes escritores como Alí Chumacero y José Luis Martínez.
A lo largo de su trayectoria utilizó el pseudónimo El Jorobadito, dada una enfermedad de nacimiento que le afectó la columna vertebral y le provocó dolor durante toda la vida.
En sus dos primeros libros publicados, Sueño de sombras (1940) y Llanto subterráneo (1945), Cárdenas Peña centra su atención en los temas por los que sería reconocido durante su carrera: el amor, la muerte, la soledad, el dolor y el desamparo. Posteriormente publicó La ciudad de los pájaros (1947), Conversación amorosa (1950), Retama del olvido y otros poemas (1954) y Adonáis o la elegía del amor y el canto de Dionisio (1961) en donde se encuentran los poemas más personales y significativos del autor.
Fue colaborador de las publicaciones periódicas Diario de Noticias, Ínsula y Orígenes.
Como diplomático, Cárdenas Peña fue agregado cultural en la embajada mexicana en Argentina y en 1946 funda, junto con León Benarós, la revista de arte y literatura Correspondencia México-Argentina. Fue parte de la delegación de México ante la UNESCO en París y posteriormente fue representante cultural de las embajadas mexicanas en Roma y Lisboa.
José Cárdenas Peña murió en San Diego de la Unión el 10 de septiembre de 1963. Se editaron dos libros más de forma póstuma: Los contados días (1964) y La elegía del amor (1996).

## Obra[4]
- Sueño de sobras (1940)
- Llanto subterráneo, poemas 1940-1941 (1945)
- Sonrisa del alba: antología de poetas (1946)
- La ciudad de los pájaros (1947)
- Conversación amorosa (1950)
- Antología de los 50 poetas contemporáneos de México (1952)
- La poesía mexicana moderna (1953)
- Retama del olvido y otros poemas (1954)
- Poetas jóvenes de México: antología (1955)
- Adonáis o la elegía del amor y El canto a Dionisio (1961)
- Los contados días (1964)
- La poesía mexicana del siglo XX (1966)
- Poesía mexicana (1968)
- Poesía mejicana: antología (1970)
- La elegía del amor (1996)